# Enhydrosoma intermedia
Enhydrosoma intermedia is een eenoogkreeftjessoort uit de familie van de Cletodidae. De wetenschappelijke naam van de soort is voor het eerst geldig gepubliceerd in 1978 door Chislenko.